# Egsmark
Egsmark er et sommerhusområde med bystatus nord for Ebeltoft, i Dråby Sogn, Syddjurs Kommune med 215 indbyggere  (2024).